# Páramokanastero

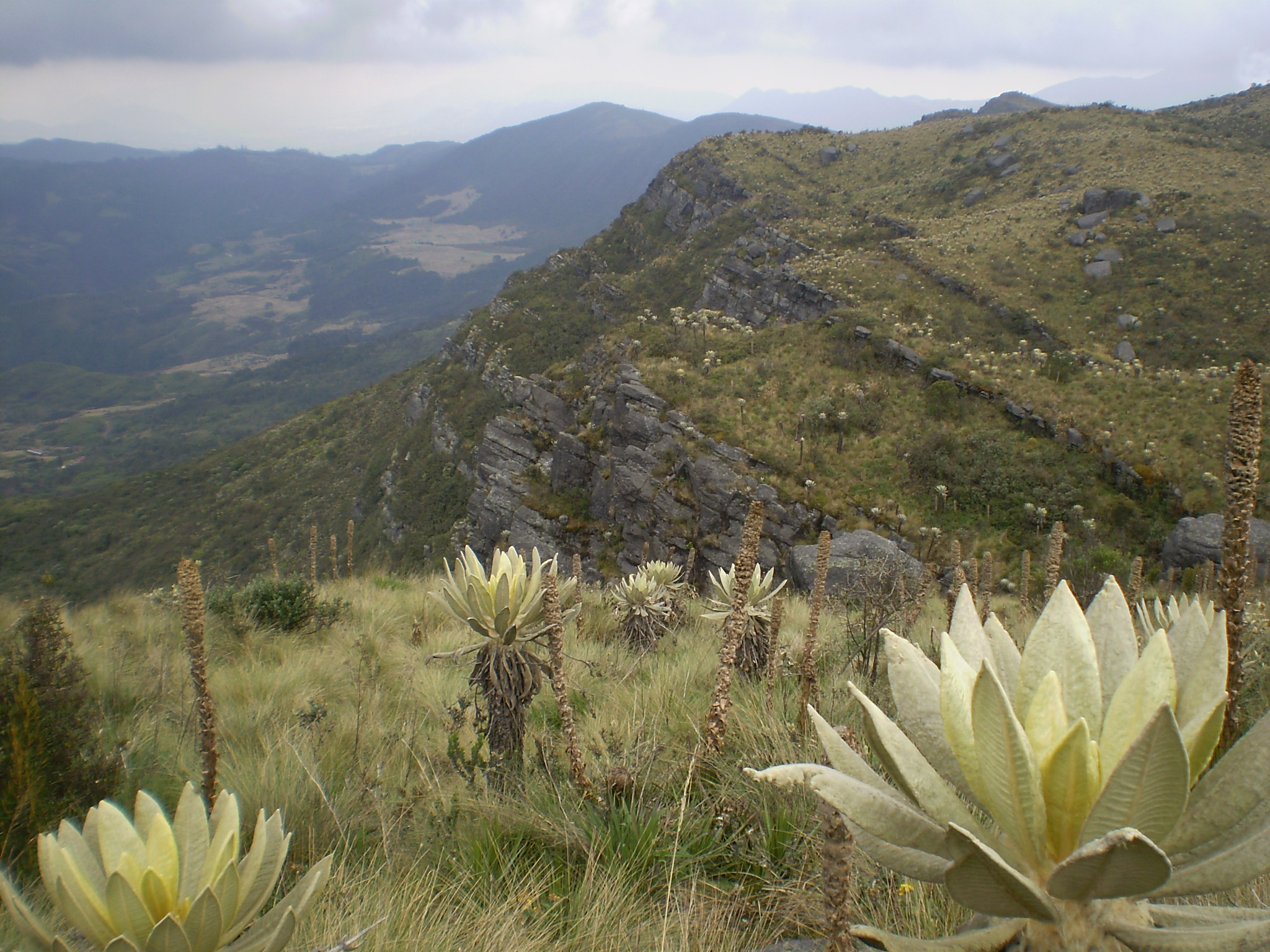
Fågeln har fått sitt namn av vegetationstypen páramo som hittas över trädgränsen i Anderna och angränsande Centralamerika.

Páramokanastero (Asthenes maculicauda) är en fågel i familjen ugnfåglar inom ordningen tättingar.

## Utseende och läte
Páramokanasteron är en streckad brun fågel. Den skiljs från andra kanasteror genom ostreckat kastanjebrunt i pannan, enfärgad strupe och mörka teckningar i stjärten som gett den sitt engelska namn Scribble-tailed Canastero, alltså ungefär "klotterstjärtad kanastero". Sången består av en sträv och accelererande drill som liknar den hos andra kanasteror, medan lätet, ett stigande "sue-wheat" är mer unikt.

## Utbredning och systematik
Fågeln förekommer lokalt i Anderna från södra Peru (Puno) till västra Bolivia och nordvästra Argentina. Den behandlas som monotypisk, det vill säga att den inte delas in i några underarter.

## Levnadssätt
Páramokanastero hittas i gräsrika områden på mycket hög höjd, ovan trädgränsen. Den föredrar högväxta tuvor med gräs och undviker kraftigt betade områden.

## Status
Trots det begränsade utbredningsområdet och att den tros minska i antal anses beståndet vara livskraftigt av internationella naturvårdsunionen IUCN. 

## Namn
Början av namnet kommer från vegetationstypen Páramo.